# Verwaltungsgemeinschaft Uder
La Communauté d'administration d'Uder (Verwaltungsgemeinschaft Uder) réunit treize communes de l'arrondissement d'Eichsfeld en Thuringe. Elle a son siège dans la commune d'Uder et a été créée le 1er février 1992.

## Géographie

La communauté d'administration d'Uder

La communauté regroupe 6 514 habitants en 2010 pour une superficie de 73,20 km2 (densité : 89 hab/km2.
Communes (population en 2010) : 
- Asbach-Sickenberg (116) ;
- Birkenfelde (601) ;
- Dietzenrode-Vatterode (140) ;
- Eichstruth (88) ;
- Lenterode (303) ;
- Lutter 715) ;
- Mackenrode (344) ;
- Röhrig (254) ;
- Schönhagen (153) ;
- Steinheuterode (256) ;
- Thalwenden (383) ;
- Uder (2 557) ;
- Wüstheuterode (604).

La communauté d'administration est située dans le sud-ouestde l'arrondissement, à la limite avec l'arrondissement de Werra-Meissner en Hesse. Elle se trouve entièrement dans le Parc naturel Eichsfeld-Hainich-Werratal au sud de la Leine.